# Priestley College
Pour les articles homonymes, voir Priestley.
 (avril 2016).
Le Priestley College ou Priestley Sixth Form and Community College est un collège pour les 16-19 ans situé à Loushers Lane, Warrington au Royaume-Uni. Il donne également plusieurs cours à des adultes et est associé au collège de l'université de Salford. La devise du collège est We Realise Your Potential (« Nous employons au mieux votre potentiel »).

## Étymologie
Le Priestley College tire son nom de Joseph Priestley (13 mars 1733-8 février 1804), un théologien, enseignant et chimiste qui est à l'origine de la découverte scientifique de l'oxygène. Lorsqu'il vécut en Angleterre, il participa à donner une bonne réputation à l'académie de Warrington. Une statue de Priestley est située à l'entrée principale du collège.

## Description
Le collège ouvrit ses portes en 1979 bien que le site avait été occupé par une école de filles. Le collège est placé au sein d'un unique campus et dispose de cinq bâtiments dont une bibliothèque et une salle de sport.